# Labidaspis myersi
Labidaspis myersi är en insektsart som först beskrevs av Green 1929.  Labidaspis myersi ingår i släktet Labidaspis och familjen pansarsköldlöss. Inga underarter finns listade i Catalogue of Life.